# Abrachie
Abrachie (griechisch-lateinisch, Substantiv, feminin) ist ein medizinischer Terminus und bezeichnet ein angeborenes Fehlen der Arme.
Es handelt sich um eine Form einer Amelie.
In der Veterinärmedizin wird als Abrachie beziehungsweise Amelia anterior ein beiderseitiges Fehlen der Vordergliedmaßen, bei Vögeln ein Fehlen der Flügel, als angeborene Fehlbildung beschrieben. Im Gegensatz dazu wird das Fehlen der Hintergliedmaßen Apodie oder Amelia posterior genannt.